# Josèp Anglada
Josèp Anglada (en francès: Joseph Anglade; Lesinhan de las Corbièras (Llenguadoc) l'11 d'octubre de 1868- Tolosa, 13 de juliol de 1930) fou un filòleg i romanista occità, especialitzat en l'estudi de la lírica dels trobadors. És conegut principalment per haver fet adoptar el terme de llengua occitana en comptes de llengua provençala.

## Biografia
Josèp Anglada nasqué en una família modesta de Lesinhan. Feu els estudis a Montpeller i fou fortament influenciat pel medievalista Camil Chabaneu, cosa que el portaria cap als estudis de l'occità antic i del francès medieval. Feu després estudis durant dos anys a Alemanya, a la Universitat de Bonn i després amb Emil Levy a la Universitat de Friburg de Brisgòvia. La seua primera obra cabdal fou la tesi, presentada a la Universitat de la Sorbonne, sobre el trobador Guiraut Riquièr, publicada el 1905.
Apassionat pels estudis, esdevingué professor de secundària abans d'arribar a la facultat, entre altres a Tolosa (el 1910) on fou el successor d'Alfred Jeanroy. A la universitat tolosana ensenyà el que es deia en aquell temps la "llengua i la literatura meridional". Allà Anglada feu canvis radicals que haurien de situar l'occità al centre de la romanística de l'època.
Publicà manta obra de divulgació científica sobre la llengua occitana, els trobadors o llur història; una d'aquestes fou la Grammaire de l'ancien provençal, una de les gramàtiques més completes del seu temps sobre la llengua d'oc antiga. Fondà un Institut d'Estudis Meridionals, del qual el Centre de Ressorsas Occitanas e Meridionalas n'és avui l'hereu. Enmig dels seus estudiants més notables convé citar els lingüistes occitans Loís Alibèrt, Josèp Salvat, el català Pere Fouché, que elaborà la primera gramàtica històrica del català, i el gran poeta rossellonès Josep Sebastià Pons.
Josèp Anglada representa el símbol de l'aliança de l'universitari i del felibre notable. Fou elegit mantenidor de l'Acadèmia dels Jòcs Florals el 1911. Fou també el primer president de la Societat d'Estudis Occitans el 1930.
Morí el 13 de juliol de 1930 a conseqüència d'una hemiplegia.

## Obres
Certes obres de Josèp Anglada es poden llegir seguint els enllaços externs davall.

### Literatura
- Le Troubadour Guiraud Riquier. Étude sur la décadence de l'ancienne poésie provençale (1905)
- Les Troubadours, leurs vies, leurs œuvres, leur influence (1908)
- La Bataille de Muret (1913)
- Onomastique des troubadours (1916)
- Poésies du Troubadour Peire Raimon de Toulouse (1920)
- Histoire sommaire de la littérature méridionale au Moyen-Âge (1921)
- Anthologie des troubadours (1927)
- Les Troubadours de Toulouse (1928)
- Les Troubadours et les Bretons (1929)

### Lingüística
- Pour étudier les patois méridionaux. Notice bibliographique
- Grammaire élémentaire de l'ancien français
- Grammaire de l'Ancien Provençal ou ancienne Langue d'Oc. Phonétique & morphologie
- Notes sur l'emploi de l'article en français